# 尤里·亚历山德罗维奇·戈洛夫金
尤里·亚历山德罗维奇·戈洛夫金（俄語：Юрий Александрович Головкин，1762年12月4日—1846年2月2日（儒略历1月21日）），是俄罗斯帝国的外交官，曾担任驻清朝公使、驻奥地利帝国公使。他曾于1805年率领使团来华，希望能在中国边境和沿海开辟新的贸易口岸，但最终未能觐见嘉庆帝。

## 率团到访清朝
1803年2月13日，俄国商务大臣尼古拉·鲁缅采夫上奏沙皇亚历山大一世，请求向中国派遣使臣，以商谈在广州开展贸易之事。是年11月16日，俄国枢密院以国书形式征求清廷的意见。1804年2月22日，清廷回复，同意接待俄国使团。但俄方办事缓慢，使团拖到1805年5月上旬才出发，9月行至贝加尔湖畔的伊尔库次克，开始与库伦帮办大臣、喀尔喀郡王蕴端多尔济交涉访华的安排。此后双方在礼仪等问题上唇枪舌剑，而俄国副外交大臣恰尔托雷斯基在给戈洛夫金的训令中，要求他一定要在觐见嘉庆帝之前与清廷达成协议，以解决双方礼仪不同的问题，要戈洛夫金“努力拒绝不体面的礼仪”。
迟至1806年1月2日，俄国使团抵达俄中边境蒙古一侧的城市库伦。1月3日，库伦办事大臣派人通告俄使，为了表示优礼，奉皇上谕旨在库伦为使团赐宴，邀请戈洛夫金及使团成员于次日赴宴。1月4日，戈洛夫金率使团赶到宴会场所，却发现清朝官员在宴会厅摆着香案，清方要求俄使在入席前仿照清朝官员的样子，对着写有清朝皇帝名号的香案行三跪九拜之礼。戈洛夫金以事前未作说明为由，坚决予以拒绝。库伦办事大臣则称，负责邀请的扎尔固齐已奉命事前通告俄方，并获得一秘巴伊科夫的同意。俄方认为，未见皇帝而对香案行跪拜礼，史无例证，是对俄国使者的侮辱。清朝官员则称，嘉庆帝赐宴俄使，使俄使有机会行跪拜礼，是俄使的莫大荣耀。至此，礼仪之争背后的文化冲突已表露无遗，最后双方矛盾不可调和，清廷遂于同年2月初将戈洛夫金使团驱逐出境。

## 驻欧公使

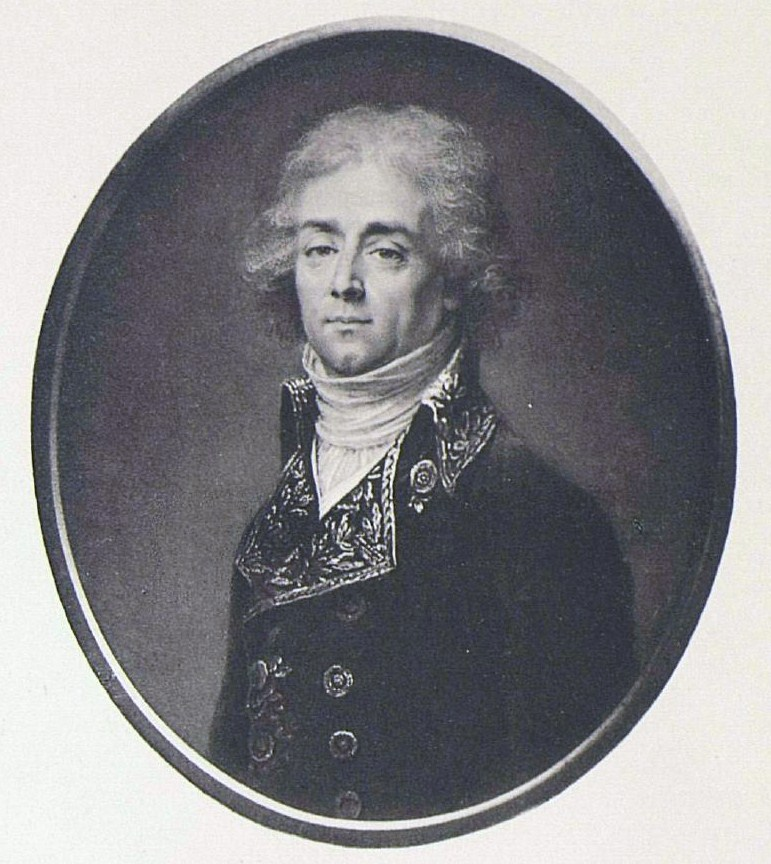
尤·亚·戈洛夫金

尤·亚·戈洛夫金从中国边境回来后，十年内未担任任何外交职务。1815—1819年间海外的俄罗斯人在意大利见到过他。1819—1822年他任驻维也纳公使，他的外交事业也在此结束。